# 대납언
대납언(일본어: 일본어: 大納言 다이나곤[*])은 일본 고대 조정에서 태정관(太政官)에 속했던 관직이다. 태정관의 사등관 중 2등급인 스케(次官)로 차관에 해당한다. 훈독은 오호이모노마우스노쓰카사(おほいものまうすのつかさ). 당명(唐名, 중국 풍의 별칭)은 아상(亞相)·아괴(亞槐)로, 상위직인 태정대신(大臣)의 별칭인 승상(丞相)·괴문(槐門)에 버금가는 직위라는 의미이다. 위계는 정삼위(正三位).
신숙주의 《해동제국기(海東諸國記)》에는 덴지 천황 때에 처음 두었다고 했으며, 덴지 천황 때에 설치되었던 어사대부(御史大夫 교시타이후[*])와 덴무 천황 때 설치되었던 납언(納言)이 그 전신이라고 하지만, 그 관계가 명확하지는 않다. 대납언이라는 명칭이 처음으로 나타나는 것은 아스카기요미하라 령(飛鳥浄御原令, 아스카 시대 후기에 편찬된 율령법)이지만, 이것이 다이호 율령(大宝令)과 요로 율령(養老令)의 대납언과 같은 것인지는 단언할 수 없다.
요로 율령은 대납언의 직무 범위를 “모든 일에 참여하여 의논하고, 부주(敷奏, 천황에게 의견을 올리는 것)·선지(宣旨, 천황의 명령을 아래에 전하는 것)·시종(侍従, 천황 곁에서 모시는 것)·헌체(献替, 천황을 보좌하여 간하는 것)를 맡는다”고 규정하고 있다. 즉, 다이진과 함께 정무를 의논하고 선지의 하달과 신하들의 의견을 상주하는 역할을 맡았다는 것이다. 《영의해(令義解)》에서는 다이진의 결원·휴가 때에는 대납언이 대행한다고 설명되어 있다. 또한, 군주의 말을 신하들에게, 신하의 말을 군주에게 전하는 역할이었기 때문에 《영집해(令集解)》에서는 중국의 고전을 인용하여 후설지관(喉舌之官)이라고 가리키도 했다.
정원은 처음에는 4인이었으나, 게이운 2년(705년) 4월, 그 직무가 중대하고 과밀하였기 때문에 적합한 인재로 정원을 채우는 것이 어렵다는 이유로 2인으로 감원하였다. 이 때, 대납언의 감원을 보충하기 위해 정원 3인의 중납언(中納言)이 설치되었다. 그러나 그 뒤 권대납언(権大納言, 정원 외의 보결직을 의미함)를 두게 되면서 정원은 유명무실해졌다.
다이진은 셋칸케와 그에 준하는 세이가케의 가격(家格)을 지닌 극히 제한된 사람만이 임명될 수 있었으나, 그 이하의 가격이라도 대납언까지는 승진할 수 있었다. 이 때문에 셋칸(셋쇼·간파쿠) 정치기에는 셋칸의 자제, 원정기에는 상황의 측근이 대거 기용되어, 대납언 재임자는 점차 증가하여 고시라카와 인세이 때는 대납언 재임자가 10명에 달했다. 고시라카와 법황의 사후 구조 가네자네(九条兼実)가 셋쇼에 취임하여 정치의 긴축을 꾀하였을 때 6명까지 줄어들었으나, 고토바 인세이 때 다시 10명으로 늘어나 결국 이것이 정원으로 정착하게 되었다. 난보쿠초 시대 이후에는 정직 대납언은 임명하지 않고 오직 보결직인 권대납언만을 두었다.
게이오 3년(1867년) 12월, 왕정복고때 태정관이 폐지되자 대납언도 소멸하였다. 그러나 신정부의 조직 개편에 따라 부활과 소멸을 반복하다가, 메이지 4년(1871년)에 다이조칸이 다시 3원 8성으로 개편되었을 때 최종적으로 소멸되었다.

## 같이 보기
- 태정관
- 섭관
- 공가
- 일본 궁내청